# Émile Bewing
Émile  Bewing  (né le 12 mars 1907 à Remerschen et mort le 31 août 1998 à Esch-sur-Alzette) est un coureur cycliste luxembourgeois.

## Biographie
Émile Bewing a été membre de l'équipe Peugeot-Dunlop entre 1936 et 1939.

## Palmarès
- 1933
  - Grand Prix de Thionville
  - 2e du championnat du Luxembourg des indépendants
- 1934
  - 2e du championnat du Luxembourg des indépendants
- 1935
  - 3e du championnat du Luxembourg des indépendants
- 1936
  -  Champion du Luxembourg sur route
  - GP Gibbs
- 1947
  -  Champion du Luxembourg des vétérans
- 1948
  - 2e du championnat du Luxembourg des vétérans
- 1949
  - 3e du championnat du Luxembourg des vétérans